# Anhidrita
L'anhidrita és un mineral de la classe dels sulfats. Va rebre el nom l'any 1804 per Abraham Gottlieb Werner, del  grec anidros (sense aigua), a diferència del guix que sí que en conté. Isoestructural amb la ferruccita, i isoestructural i isomorfa amb α-BaSO4 i α-SrSO4. També és coneguda com a muriacita.

## Característiques
L'anhidrita és un sulfat de calci deshidratat. Cristal·litza en el sistema cristal·lí ortoròmbic, amb tres direccions de perfecta exfoliació paral·lels als tres plans de simetria. Tot i la seva fórmula, no és isomorfa amb els sulfats ortoròmbics de bari (baritina) i estronci (celestina). Els cristalls clarament desenvolupats són rars, i es presenta habitualment en forma de masses exfol·liades. La duresa és de 3.5 i el pes específic de 2,9. Predomina el color blanc, de vegades grisenc, blavós o morat. Quan s'exposa a l'aigua, l'anhidrita es transforma fàcilment a guix degut a l'absorció d'aquesta.

## Formació i jaciments
L'anhidrita es troba freqüentment en dipòsits evaporítics amb guix, tal com va ser descoberta per primera vegada, el 1794, en una mina de sal a prop de Hall, a Tirol. La profunditat és crítica, ja que com més a prop de la superfície més fàcilment l'anhidrita ha estat alterada a guix per absorció d'aigua del sòl. L'anhidrita s'associa comunament amb calcita, halita, i d'altres sulfurs com ara galena, calcopirita, molibdenita i pirita.
L'anhidrita és un mineral d'àmplia distribució mundial del qual s'han trobat més de 1500 jaciments repartits arreu de tots els continents. A Catalunya s'ha trobat a la província de Barcelona a la pedrera Cal Marçà, a Castellfollit de Riubregós (l'Anoia) i en dipòsits de sal del Bages; a la província de Lleida a Ivorra, (la Segarra) i a la província de Tarragona en afloraments de lutita a Ulldemolins (el Priorat) i a Barberà de la Conca (Conca de Barberà).